# Il gioco del potere
Il gioco del potere (Power Play) è un film del 1978 diretto da Martyn Burke.
Interpretato da Peter O'Toole, David Hemmings e Donald Pleasence, ispirato all'opera Coup d'État: A Practical Handbook di Edward Luttwak.

## Trama
Un gruppo di colonnelli in una ipotetica nazione, soffocata da una dittatura violenta e corrotta, si sente in dovere di agire per il proprio paese e tenta un golpe ma il loro comandante sospetta che nel gruppo ci sia una spia. Il golpe riesce, ma ottiene solo il risultato di sostituire un despota all'altro: uno dei colonnelli assume il comando e fa fucilare tutti quelli che si oppongono.
Il film, una produzione anglo-canadese, fu girato in Canada e Germania Ovest e include scene ambientate nella University College di Toronto. Alcune parti sono state girate nella base della Canadian Forces Base Toronto a Downsview e a Camp Borden, Ontario.
La bandiera dell'immaginaria repubblica del film "un paese generico senza una precisa collocazione geografica e senza una precisa cultura" è verde, gialla e nera.